# Mieczysław Nawrocki
Mieczysław Nawrocki (ur. 10 kwietnia 1900 w Kniahininie Góra k. Stanisławowa, zm. 4 maja 1968 w Gdańsku) – polski aktor teatralny i filmowy, reżyser teatralny, scenograf, dyrektor teatru oraz urzędnik.

## Życiorys
Studiował w Instytucie Sztuki w Kijowie oraz na wydziale architektury Uniwersytetu Technicznego w Grazu (dwuletni kurs rysunku i malarstwa). W 1919 roku został zatrudniony jako dekorator w teatrze w Stanisławowie. Tam też rozpoczął karierę aktorską, występując w rolach charakterystycznych. Ze sceną stanisławowską związany był do wybuchu II wojny światowej, reżyserując także w Bydgoszczy (1924, Teatr Miejski) oraz grając w Warszawie (1928-1932 i 1939, Teatry: Narodowy, Polski i Ateneum). Był także współzałożycielem i działaczem Lwowskiego Związku Teatrów i Chórów Ludowych.
Lata wojny spędził w Stanisławowie, pracując w tamtejszym wydziale sztuki. Po zakończeniu walk przeniósł się do Gdańska, gdzie w latach 1945–1950 był zastępcą naczelnika tamtejszego Wojewódzkiego Wydziału Kultury. Współorganizował życie kulturalne na Wybrzeżu, pełniąc m.in. funkcję prezesa stowarzyszenia Gdański Zespół Artystyczny oraz kierownika administracyjnego Teatru Komedia w Gdyni (1946). Był organizatorem i pierwszym kierownikiem wojewódzkiej delegatury Państwowej Organizacji Imprez Artystycznych „ARTOS”, współorganizatorem Studia Muzyczno-Dramatycznego przy Teatrze Wybrzeże w Gdańsku oraz szkoły baletowej (w pierwszych latach działalności – również jej wykładowcą) oraz organizatorem i kierownikiem biura Wojewódzkiej Rady Sztuki i Kultury Artystycznej w Gdańsku.
W 1948 roku powrócił do gry scenicznej. Do końca życia był członkiem zespołu gdańskiego Teatru Wybrzeże, występował również w przedstawieniach Teatrów Dramatycznych we Wrocławiu (do 1959 roku). Wystąpił również w trzech przedstawieniach Teatr Telewizji (1959-1967). W 1959 roku zdał eksternistyczny egzamin reżyserski.
Oprócz zajęć związanych z teatrem zajmował się także malarstwem – w 1965 roku w gmachu obecnej Opery Bałtyckiej odbyła się wystawa jego prac. W 1967 roku został odznaczony Krzyżem Kawalerskim Orderu Odrodzenia Polski.
Był żonaty z Cecylią Marią Czerwińską, z którego to małżeństwa urodziła się Ewa Nawrocka (1942-2024) – teoretyczka literatury, historyczka teatru, profesor Uniwersytetu Gdańskiego. Został pochowany w Alei Zasłużonych gdańskiego Cmentarza Srebrzysko (rejon II, kwatera 1-54/20).

## Filmografia
- Wolne miasto (1958) – Schmolde, właściciel piwiarni
- Miejsce na ziemi (1959)
- Kamienne niebo (1959) – staruszek zabity w drodze do hydrantu
- Krzyżacy (1960) – umierający Żmudzin
- Jadą goście jadą... (1962)
- Banda (1964) – kelner
- Katastrofa (1965)